# 國立臺灣大學理學院
國立台灣大學理學院，簡稱台大理學院，前身為台北帝國大學理農學部。台大理學院現今學術研究範圍包含基礎科學、地球科學、社會科學三大領域。著名校友包含中央研究院首屆院士羅宗洛，以及1986年諾貝爾獎得主李遠哲。

## 簡介
1928年，台北帝國大學創立時，理農學部包含化學與生物兩個理學科，及農學、農藝化學兩個農學科，而第一任部長為大島金太郎。當時理農學部擔任講座教授的教授，大多來自北海道帝國大學系統，而任教於台灣高等農林學校（原稱台灣總督府農林專門學校）。1943年，理學部與農學部分立，理學部門包含化學、地質學、動物學、植物學等四個學門，而講座教授大多來自東北帝國大學和東京帝國大學。1945年，台北帝國大學更名為國立台灣大學，理學院正式成立，首任院長為數學教授蘇步青。

## 組織
目前理學院有12系所，2個學程：
- 數學系
- 物理學系
- 化學系
- 地質科學系
- 心理學系
- 地理環境資源學系
- 大氣科學系
- 海洋研究所
- 天文物理研究所
- 應用物理研究所
- 應用數學科學研究所
- 統計與數據科學研究所
- 氣候永續學位學程
- 地球系統科學國際研究生博士學位學程

理學院並設有3個中心：
- 全球變遷研究中心
- 貴重儀器中心
- 功能性研究中心[4]

## 照片

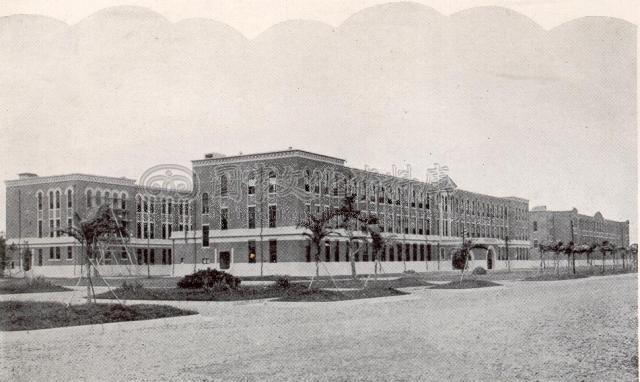
台北帝國大學理農學部。
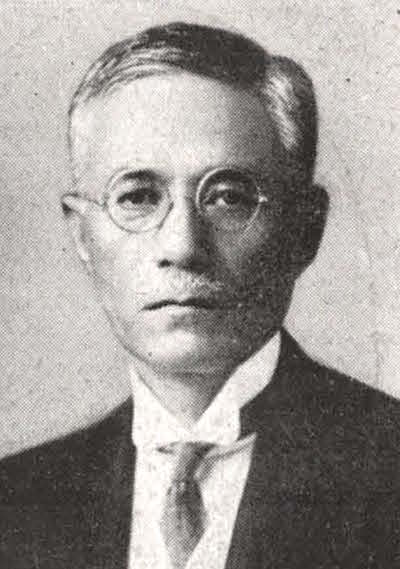
台北帝大理農學部創立者大島金太郎。
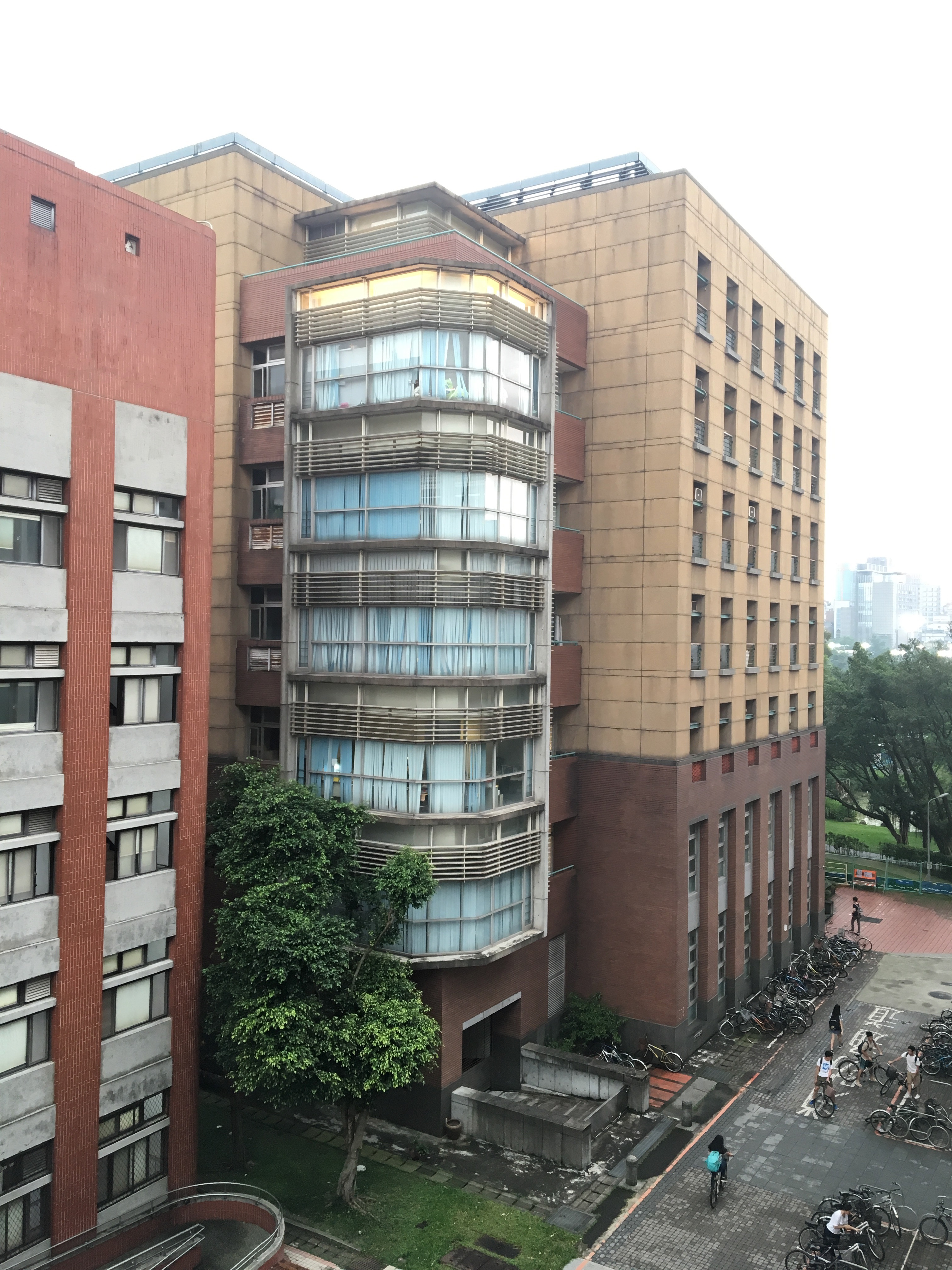
國立臺灣大學積學館（化學系館）。
台大地理系館。
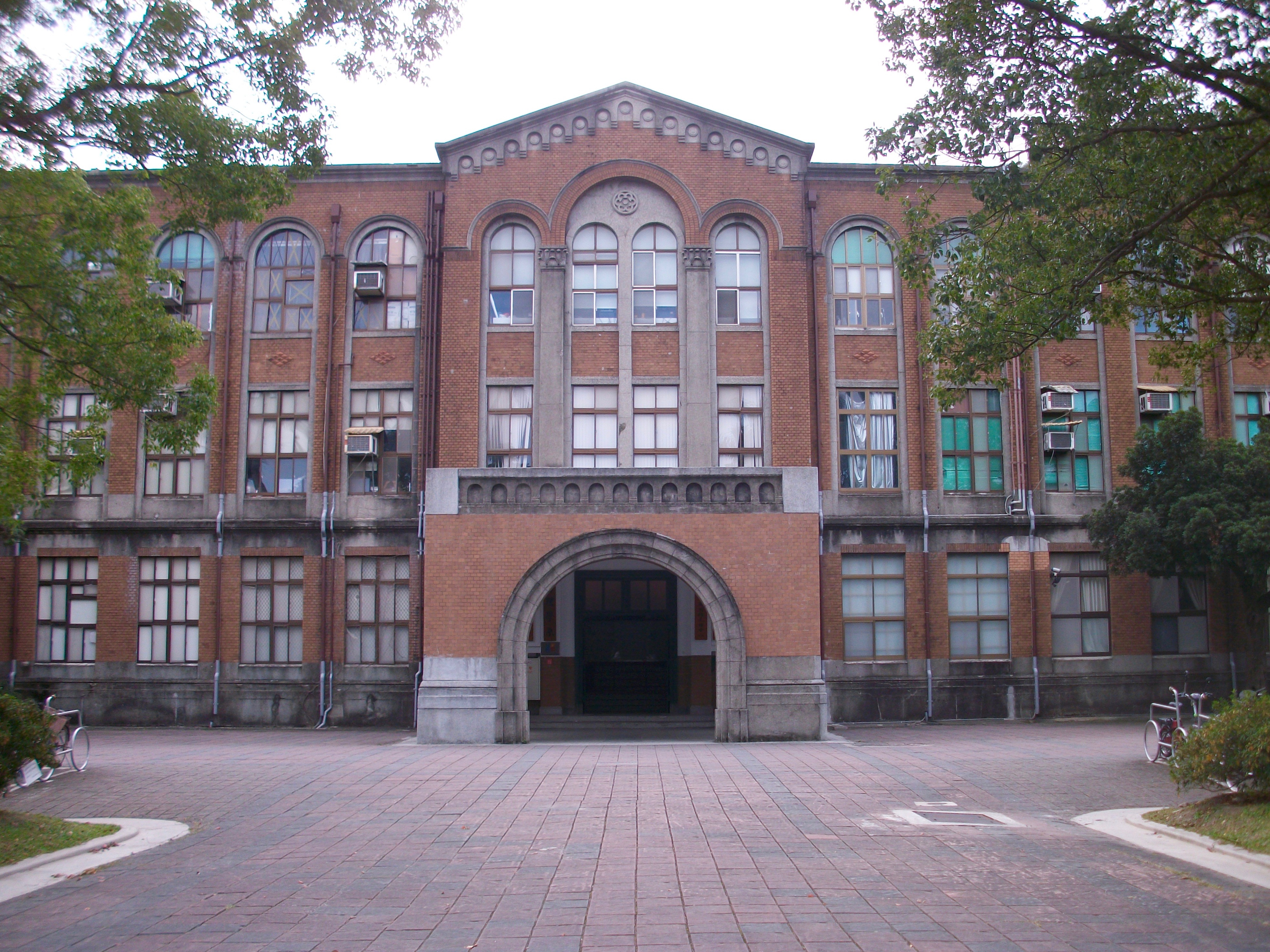
國立臺灣大學（原臺北帝國大學）二號館暨物理舊館，目前內部設有物理文物廳。
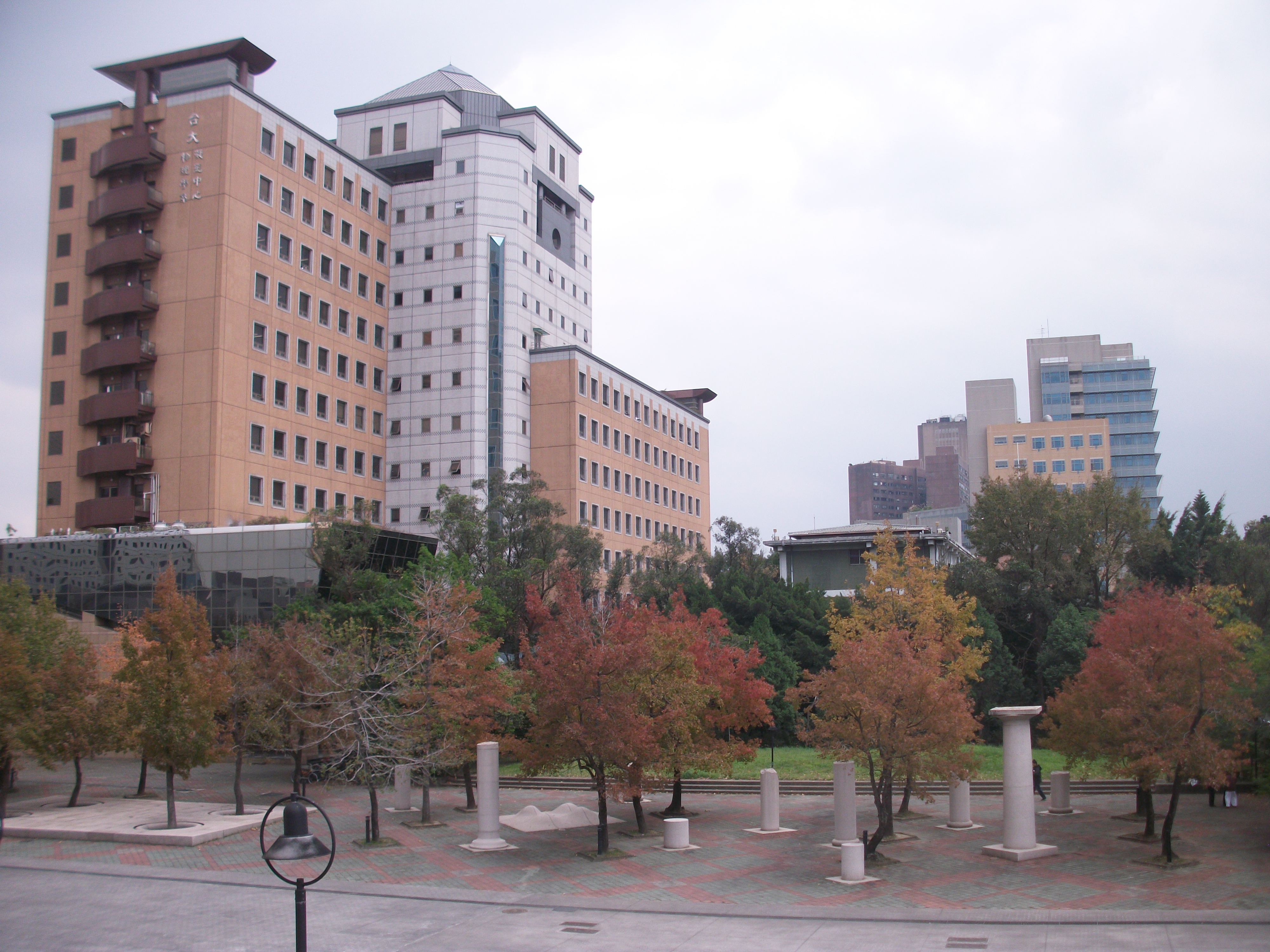
國立臺灣大學凝態中心暨物理系館。較遠方那一棟是台大和中研院天文所共用的天文數學館。
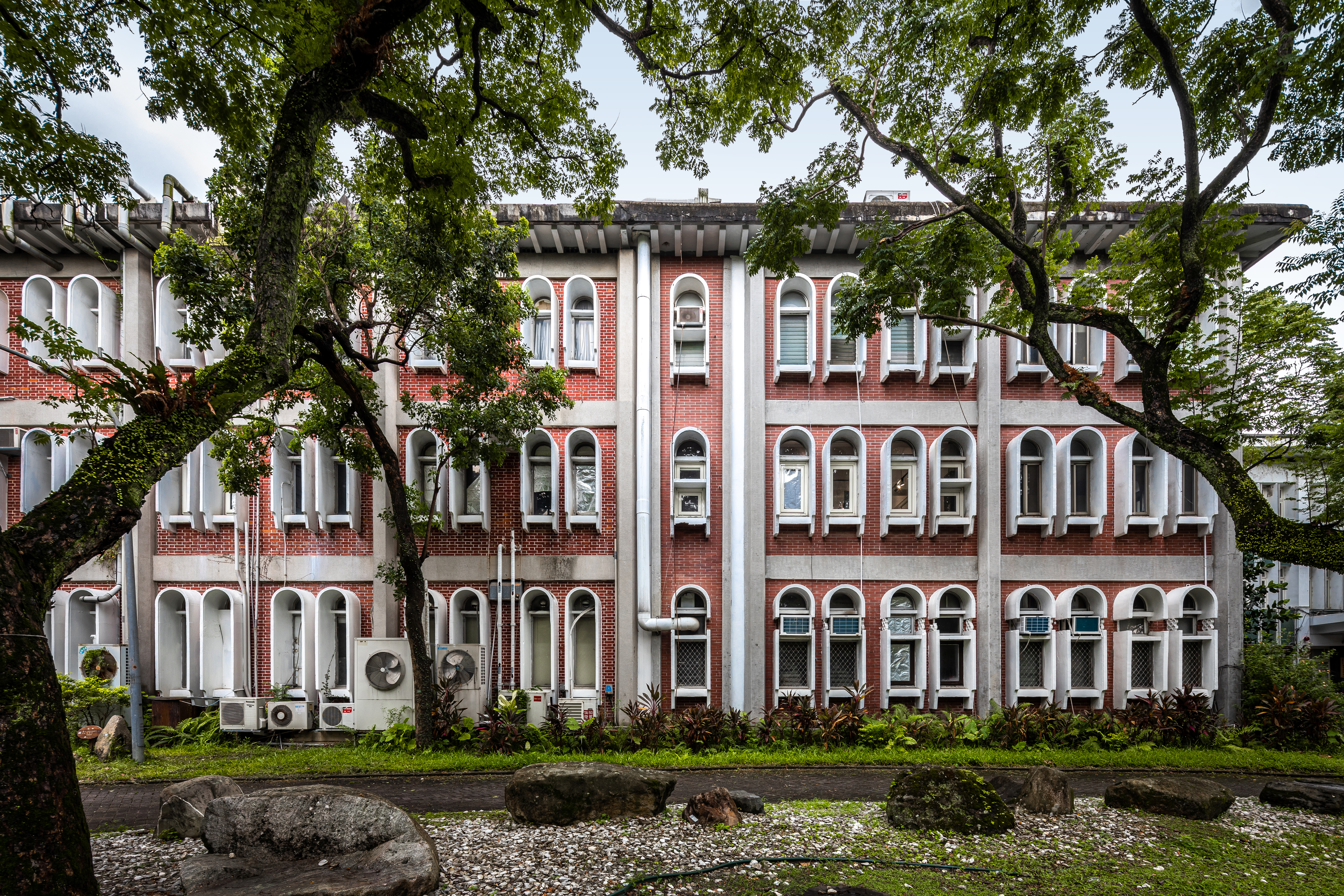
台大地質系館。
台大心理系北館正面。

## 附註
1. ↑  台大理學院網站，歷史沿革（页面存档备份，存于）
2. ↑  李文良 (1996)，理農學部--農學科簡介。台北帝國大學研究通訊創刊號，頁142-169。
3. ↑  張幸真 (2003)，台灣知識社群的轉變--以台北帝國大學物理講座到台灣大學物理系為例。國立台灣大學歷史學研究所博士論文。
4. ↑  台大理學院網站，組織架構（页面存档备份，存于）